# Direktørens Datter
Direktørens Datter è un cortometraggio muto del 1912 diretto da August Blom.

## Produzione
Il film fu prodotto dalla Nordisk Film Kompagni.

## Distribuzione
In Danimarca, il film - un cortometraggio in una bobina della lunghezza di 205 metri - uscì nelle sale nel 1912.